# Barbara Honigmann

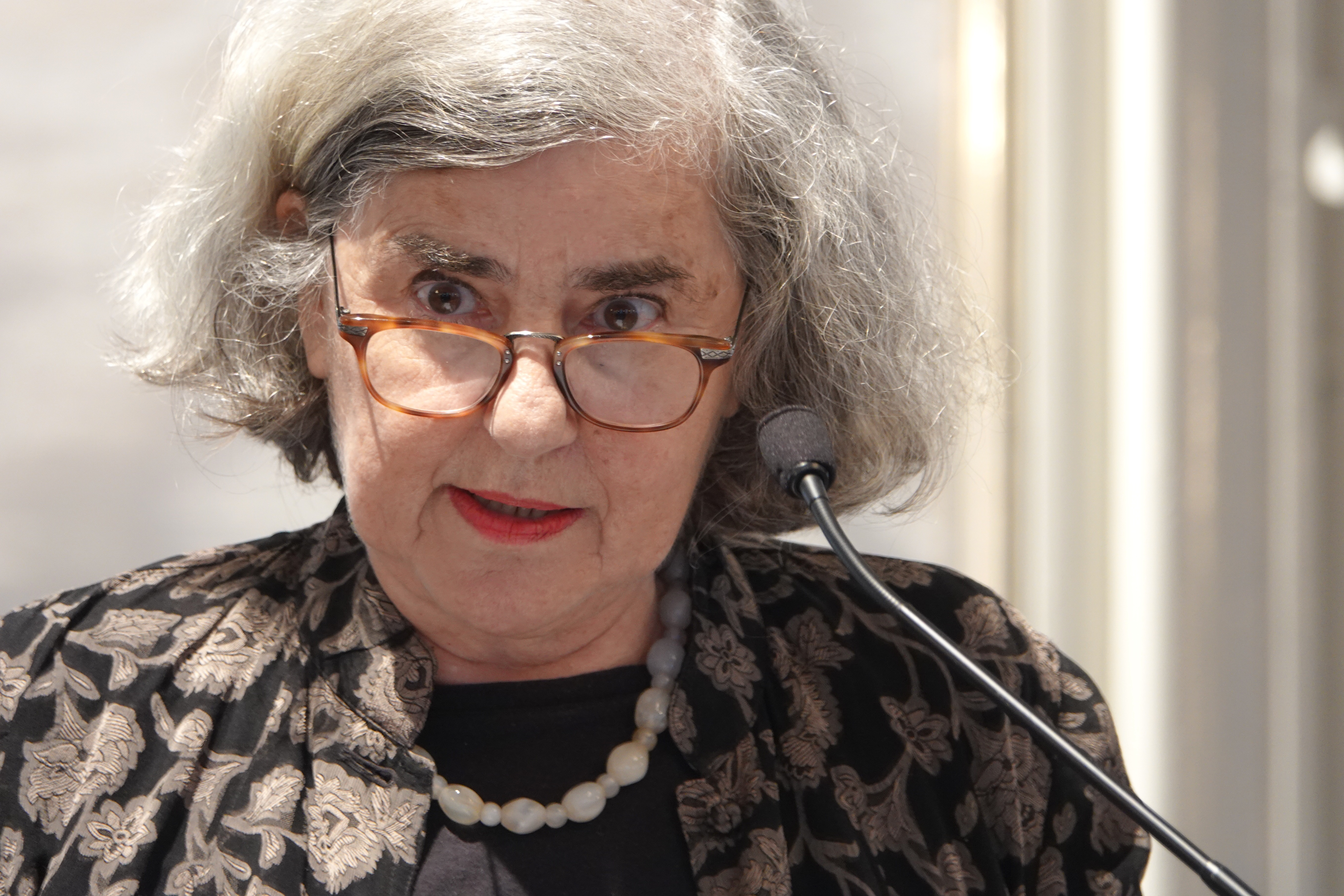
Barbara Honigmann 2022

Barbara Honigmann (* 12. Februar 1949 in Berlin) ist eine deutsche Schriftstellerin.

## Leben
Barbara Honigmann ist Tochter jüdischer Eltern, welche die Zeit des Nationalsozialismus als Emigranten im britischen Exil überlebt hatten und 1947 nach Berlin zurückkehrten, um den Aufbau eines neuen Deutschlands zu unterstützen. Honigmanns Vater Georg Honigmann entschied sich aufgrund seiner kommunistischen Überzeugung zur Remigration in die sowjetische Besatzungszone. Im englischen Exil hatte er Barbara Honigmanns Mutter, die aus Wien stammende Alice Kohlmann (bekannt unter dem Namen Litzi Friedmann), geheiratet, die zuvor mit dem Doppelagenten Kim Philby verheiratet gewesen war. In dritter Ehe war ihr Vater von 1956 bis 1965 mit der DDR-Schauspielerin und -Sängerin Gisela May verheiratet, mit der Barbara Honigmann lebenslang verbunden blieb.
Nach dem Abitur studierte Honigmann von 1967 bis 1972 Theaterwissenschaft an der Humboldt-Universität. Anschließend war sie als Dramaturgin und Regisseurin in Brandenburg und an der Volksbühne sowie am Deutschen Theater in Ost-Berlin tätig. Seit 1975 ist sie freie Schriftstellerin.
Nach der Geburt des ersten Kindes setzte sie sich verstärkt mit ihrer jüdischen Identität auseinander, trat in die jüdische Gemeinde Ost-Berlins ein und heiratete 1981 nach jüdischem Ritus. 1984 reiste sie aus der DDR aus. Im ersten Buch, Roman von einem Kinde, ist die Rede von einem „dreifachen Todessprung ohne Netz: vom Osten in den Westen, von Deutschland nach Frankreich, und aus der Assimilation mitten in das Thora-Judentum hinein“.
Honigmann zählt wie Maxim Biller, Rafael Seligmann, Esther Dischereit, Irina Liebmann, Robert Schindel und Peter Stephan Jungk zur deutsch schreibenden Holocaust-Nachfolgegeneration. Ihre Bücher wurden ins Französische, Italienische, Englische, Ungarische, Norwegische, Niederländische, Portugiesische, Dänische und Finnische übersetzt. Sie ist zudem als bildende Künstlerin tätig und zeigte ihre Bilder in mehreren Ausstellungen.
Barbara Honigmann, die Mitglied des P.E.N.-Zentrums deutschsprachiger Autoren im Ausland sowie korrespondierendes Mitglied der Akademie der Wissenschaften und der Literatur Mainz und der Deutschen Akademie für Sprache und Dichtung ist, lebt mit ihrem Mann, dem ehemaligen Leiter des Heidelberger Zentralarchivs zur Erforschung der Geschichte der Juden in Deutschland, Peter Honigmann, in Straßburg. Sie hat zwei Kinder, Johannes Honigmann (* 1976) und Ruben Honigmann (* 1983).

## Rezeption
Irina Wittmer, Jurymitglied des 2012 an Barbara Honigmann verliehenen Elisabeth-Langgässer-Literaturpreises, betonte: „Honigmann bringt den Menschen das Judentum auf eine warmherzige Weise näher und holt es aus dem Verborgenen heraus. Sie zeigt, dass die Macht des Bösen nicht alles zerstören konnte.“ Zudem sah sie eine Parallele zur Lebens- und Familiengeschichte von Elisabeth Langgässer, die ebenfalls von den „Irrationalitäten und dem Wahn des 20. Jahrhunderts geprägt“ wurde. Jurymitglied Thomas Koch lobte den wiederkehrenden Bezug auf die Biografie und bezeichnete Honigmanns Sprache als „schnörkellose, entschlackte, aber dennoch sehr poetische Prosa“.
Anlässlich des am 18. Mai 2022 überreichten Jean-Paul-Preises für ihr Lebenswerk nannte der bayerische Kunstminister Markus Blume sie eine „Erinnernde, die in ihren Werken mit feinsinnigem Humor und wenn nötig, offen und direkt, Erlebnisse aus ihrer eigenen deutsch-jüdischen Biografie literarisch verarbeitet. Sie vermittelt so mit viel Einfühlungsvermögen und historischer Sensibilität ein differenziertes Bild jüdischer Identität in Deutschland und Europa. Ihre Bücher sind gleichermaßen Literatur und Geschichtsschreibung und bilden in ihrer Gesamtheit betrachtet eine eigene Chronik des 20. Jahrhunderts.“
Barbara Honigmann hat dem Deutschen Literaturarchiv einen großen Teil ihres literarischen Werks und privater Briefwechsel als sogenannten Vorlass übergeben.

## Einzeltitel
- Roman von einem Kinde. Erzählungen. Luchterhand, Darmstadt 1986; Taschenbuchausgabe: dtv, München 2001, ISBN 3-423-12893-3.[12]
- Eine Liebe aus nichts. Roman. Rowohlt, Berlin 1991, ISBN 3-87134-004-9, Taschenbuchausgabe: dtv, München 1993, ISBN 3-499-13245-1.[13]
- Soharas Reise. Roman. Rowohlt, Berlin 1996, ISBN 3-499-22495-X.
- Am Sonntag spielt der Rabbi Fußball. Wunderhorn, Heidelberg 1998, ISBN 3-88423-134-0.[14]
- Damals, dann und danach. Hanser, München 1999, ISBN 3-446-19668-4.[15]
- Alles, alles Liebe! Roman. Hanser, München 2000; Taschenbuchausgabe: dtv, München 2003, ISBN 3-423-13135-7.[16]
- Ein Kapitel aus meinem Leben. Roman über ihre Mutter. Hanser, München 2004, ISBN 3-446-20531-4.[17][18]
- Das überirdische Licht. Rückkehr nach New York. Hanser, München 2008, ISBN 978-3-446-23085-9.[19]
- Bilder von A. Roman. Hanser, München 2011, ISBN 978-3-446-23742-1.[20]
- Chronik meiner Straße. Roman. Hanser, München 2015, ISBN 978-3-446-24762-8.
- Georg. Roman über ihren Vater. Hanser, München 2019, ISBN 978-3-446-26008-5.[21]
- Unverschämt jüdisch. Hanser, München 2021, ISBN 978-3-446-27077-0.

## Hörspiel · Theaterstück
- Das singende springende Löweneckerchen. Berlin 1979, Urauff. Bühnen der Stadt Zwickau, 23. November 1980, Regie: Klaus Thewes. Wiederabdruck: Marion Victor (Hrsg.): Spielplatz, 3. Verlag der Autoren, Frankfurt 1990, ISBN 3-88661-107-8, S. 125–160.
- 1980: Das singende, springende Löweneckerchen – Regie: Uwe Haacke (Hörspielbearbeitung, Kinderhörspiel – Rundfunk der DDR, Erstsendung: 18. April 1980)[22]
- 1982: Das singende springende Löweneckerchen – Regie: Jürgen Schmidt (Schallplattenbearbeitung, Kinderhörspiel – Litera)
- Der Schneider von Ulm. Henschel, Berlin 1981, Erstsendung am 1. April 1982, SR; Uraufführung Theater am Turm. Regie: Wolf Vogel. Frankfurt am Main, 22. März 1984.
- Don Juan. Regie: Wolf Vogel. Uraufführung Theater am Turm, Frankfurt am Main, 22. März 1984.
- In Memory of Mutti. Regie: Leonhard Koppelmann. Uraufführung. Südwestrundfunk 2009.

## Essay · Poetik · Rede
- Eine „ganz kleine Literatur“ des Anvertrauens. In: Sinn und Form. 2000, Heft 6, S. 830–844 (Poetikvorlesung an der Universität Tübingen am 12. Mai 2000; wieder in: B. H. 2006; über Glückel von Hameln, Anne Frank, Rahel Varnhagen).
- Das Gesicht wiederfinden. Über Schreiben, Schriftsteller und Judentum (= Edition Akzente). Essays. Hanser, München 2006, ISBN 3-446-20681-7.[23][24]
- Blick übers Tal. Zu Fotos von Arnold Zwahlen. Essay. Edition Spycher im Verlag von Urs Engeler, Basel/Weil am Rhein 2007, ISBN 978-3-938767-38-2.
- Das Schiefe, das Ungraziöse, das Unmögliche, das Unstimmige. Rede zur Verleihung des Kleist-Preises. In: Sinn und Form. Heft 1, Berlin 2001, S. 31–40.[25]
- Das Gesicht wiederfinden. Rede anlässlich der Verleihung des Jeanette-Schocken-Preises. In: die horen. Heft 2/2001, S. 233–236.[26]

## Übertragungen ins Deutsche
- Lew Ustinow: Die Holzeisenbahn (russisch Derewjannaja doroga). Theaterstück für Kinder. Mit Nelly Drechsler. Henschel Verlag, Berlin 1979.
- Anna Achmatowa: Vor den Fenstern Frost. Mit Fritz Mierau. Friedenauer Presse, Berlin 1988.

## Kunstkataloge
- Barbara Honigmann. Bilder und Texte. Darunter: Selbstporträt als Jüdin. Michael Hasenclever Galerie, München 1992.
- Barbara Honigmann. Dreizehn Bilder und ein Tag. Michael Hasenclever Galerie, München 1997.
- Barbara Honigmann. Von Namen und Sammlungen. Michael Hasenclever Galerie, München 2002.

## Auszeichnungen
- 1986: Aspekte-Literaturpreis

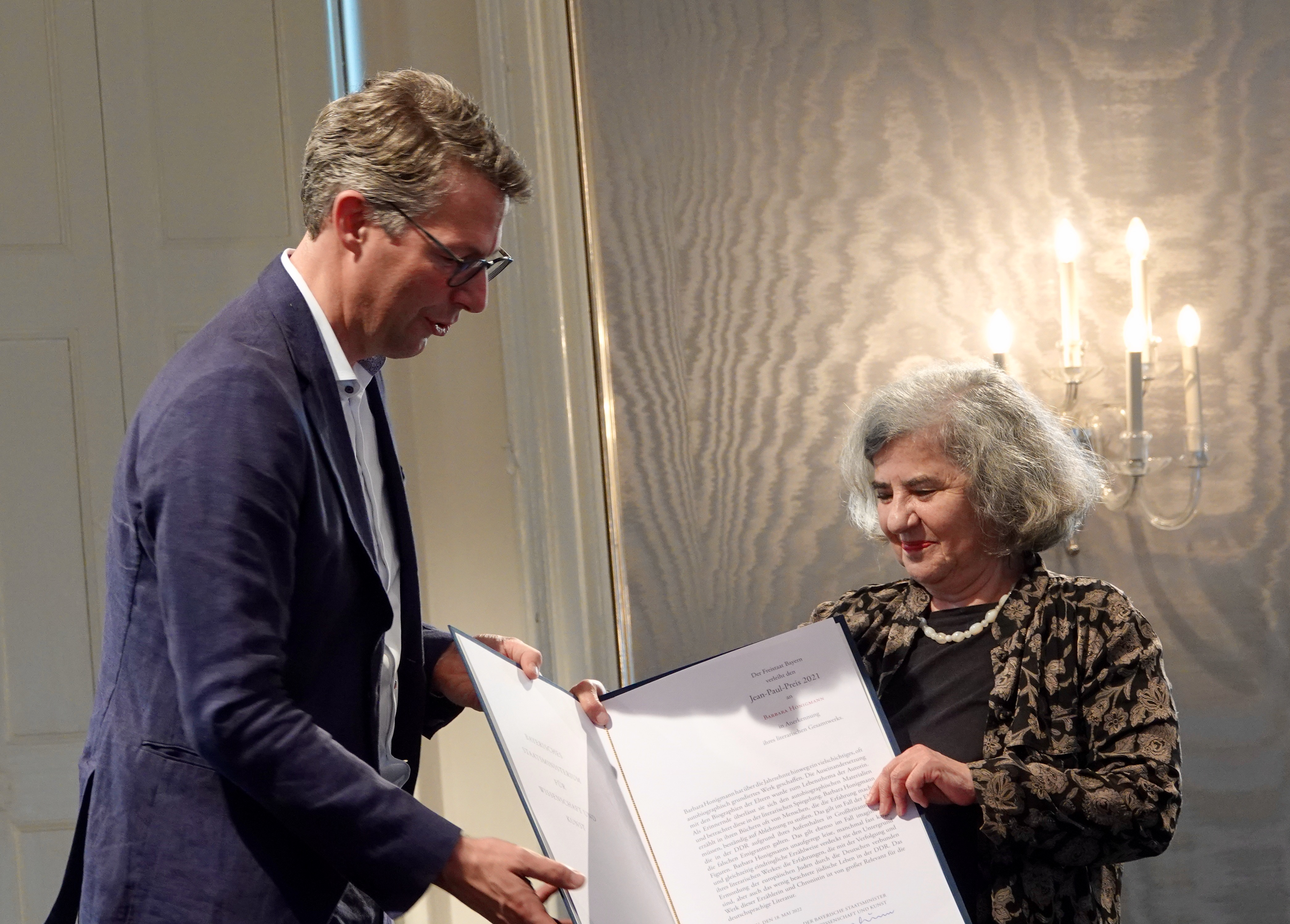
Verleihung des Jean-Paul-Preises 2021 durch den Bayerischen Staatsminister für Wissenschaft und Kunst Markus Blume am 18. Mai 2022

- 1986: Preis der Frankfurter Autorenstiftung beim Verlag der Autoren
- 1992: Stefan-Andres-Preis
- 1994: Nicolas-Born-Preis für Lyrik
- 1996: Kester-Haeusler-Ehrengabe der Deutschen Schillerstiftung
- 2000: Kleist-Preis
- 2001: Jeanette Schocken Preis
- 2001: Toblacher Prosapreis – Palazzo al Bosco
- 2004: Koret Jewish Book Award (New York)
- 2004: Solothurner Literaturpreis
- 2005: Spycher: Literaturpreis Leuk
- 2011: Max Frisch-Preis der Stadt Zürich
- 2012: Elisabeth-Langgässer-Literaturpreis
- 2015: Ricarda-Huch-Preis für das literarische Werk[27][28]
- 2018: Jakob-Wassermann-Literaturpreis[29][30]
- 2020: Literaturpreis der Stadt Bremen für Georg
- 2021: Jean-Paul-Preis für das Lebenswerk[31][32]
- 2022: Literaturpreis der Konrad-Adenauer-Stiftung
- 2023: Goethepreis der Stadt Frankfurt am Main[33]
- 2024: Schiller-Gedächtnispreis[34]
- 2024: Jehuda-Amichai-Literaturpreis[35]
- 2024: Bundesverdienstkreuz am Bande[36]